# Elecciones presidenciales de Uruguay de 1873
Las elecciones presidenciales de 1873 fueron las novenas elecciones presidenciales celebradas en el inestable Estado Oriental del Uruguay. Estas se realizaron el 1 de marzo de 1873 para elegir al presidente de la república que complete el período comprendido entre el 1 de marzo de 1872 al 1 de marzo de 1876

## Antecedentes
El interinato de Tomás Gomensoro calmó las aguas entre colorados y blancos. El 15 de febrero terminaba la presidencia del senado de Gomensoro, por lo que se fue a elecciones entre Domingo Piñeyro y José Eugenio Ellauri. La elección terminó en empate por lo que se recurrió a un sorteo donde Ellauri salió vencedor y por ende controlaría el senado por un período y el poder ejecutivo por dos semanas.
Las campañas a la presidencia comenzaban a surgir, José María Muñoz se veía como el favorito, con apoyo de conservadores, radicales y nacionalistas. Gomensoro tenía una campaña también, pero por lo débil que era decidieron ir a levantarle campaña a Ellauri.

## Sistema Electoral
El sufragio solo lo ejercían los miembros de la asamblea general. El voto no era secreto, ya que los Diputados y Senadores tenían que firmar su balota.

## Resultados
| Candidato            | Partido                        | Votos | %     |
| -------------------- | ------------------------------ | ----- | ----- |
| José Eugenio Ellauri | Partido Colorado (Conservador) | 30    | 60.00 |
| José María Muñoz     | Partido Colorado (Conservador) | 19    | 38.00 |
| Juan Carlos Gómez    | Partido Colorado               | 1     | 2.00  |
| Total                | Total                          | 42    | 100   |
| Fuente:              |                                |       |       |

## Consecuencias
Ellauri, como conservador y aún sin el apoyo de su sector, logró ganar las elecciones. Sin embargo, este presentó renuncia ya que no quería tomar un cargo grande.
La Asamblea General votó en unanimidad el ir a convencer a Ellauri para que acepte el cargo, cosa que terminó haciendo.